# Молдавско-чешские отношения
Молдавско-чешские отношения — двусторонние дипломатические отношения между Молдавией и Чехией, установленные 1 июня 1992 года. В 1990-е — начале 2000-х годов контакты были слабыми: торговый оборот между странами был небольшим (в 2005 году он не превышал 50 млн долларов), в Молдавии не было чешского посольства, а в Чехии не было молдавского посольства. В 2005 году в Кишинёве было открыто чешское посольство, а в 2007 году в Праге открылось молдавское посольство. В 2010-е годы Молдавия превратилась в одного из основных получателей чешской экономической помощи, а товарооборот превысил 200 млн долларов.

## 1990-е — середина 2000-х годов
Дипломатические отношения между Молдавией и Чешской и Словацкой Федеративной Республикой были установлены 1 июня 1992 года путём обмена нотами. В 1990-е годы контакты между Молдавией и Чехией были слабыми и осуществлялись в основном в рамках ОБСЕ и Совета Европы. Молдавия не была значима для Чехии как потенциальный торговый и инвестиционный партнёр. Первый крупный государственный визит состоялся только в 1999 году, когда заместитель молдавского премьер-министра А. Муравски посетил Прагу. С 2001 года в Молдавии стали реализовываться чешские проекты.

## С середины 2000-х годов
После 2004 года Чехия, вступив в НАТО и ЕС, смогла переориентироваться на Восточную Европу. В связи с этим власти Чехии обратились к Молдавии. Власти Чехии провели реформу заграничных представительств, закрыв те, которые посчитали неэффективными (например, генеральные консульства на территории Евросоюза — в Бонне и Милане), а взамен открыли новые представительства. В 2005 году в Кишинёве было открыто посольство Чехии. В 2007 году в Праге открылось посольство Молдавии.
В середине 2000-х годов начались официальные взаимные визиты руководителей обеих стран. В 2006 году премьер-министр Молдавии В. Тарлев посетил Прагу. В 2006—2007 годах состоялись несколько встреч президентов двух стран — В. Клауса и В. Воронина. В 2008 году в Праге побывала молдавский премьер-министр З. Гречаная, которая встретилась с главой чешского правительства М. Тополанеком. В июне 2008 года чешский министр иностранных дел К. Шварценберг посетил саммит ГУАМ.
В 2009 году в Молдавии был политический кризис в связи с результатами выборов. В его урегулировании со стороны ЕС активно участвовала Чехия. Исполняющий обязанности премьер-министра Чехии М. Тополанек 15 апреля 2009 года провёл телефонный разговор с президентом Молдавии В. Ворониным, а 22 апреля возглавил делегацию ЕС, которая срочно прибыла в Кишинёв. Тополанек в ходе визита вёл переговоры как с представителями правительства Молдавии, так и с молдавской оппозицией. В 2010—2011 годах в Чехии были приняты Концепция внешнего сотрудничества, Концепция внешней политики и Концепция трансформационной политики. Во всех трёх концепциях была обозначена Молдавия как партнёр.
Министр иностранных дел Чехии К. Шварценберг участвовал во встрече Группы друзей Молдавии в 2010 году в Кишинёве. В мае 2011 года было заключено соглашение о сотрудничестве в области обороны. В 2011 году молдавский премьер-министр В. Филат посетил Чехию и встретился с чешским премьер-министров П. Нечасом.
В ноябре 2012 года было заключено соглашение, которое регулировало вопросы налогообложения и таможенных пошлин. В 2014 г. чешский министр иностранных дел Л. Заоралек принял молдавскую делегацию в Праге, а президент М. Земан посетил Кишинёв.
В 2010-е годы власти Чехии активно финансировали проекты в Молдавии. В середине 2010-х годов Молдавия оставалась одним из приоритетных партнёров для Чешского агентства развития. На финансирование проектов в Молдавии выделялось выделялось средств существенно больше, чем в Грузии. Так в 2014 годы на проекты в Молдавии было выделено 83 млн крон, а на грузинские проекты лишь 33 млн. В 2015 году в рамках сотрудничества в области развития Чехия выделила более всего средств именно Молдавии — 77,04 млн крон. В 2016 году около 20 % средств в рамках чешской политики помощи в развитии было направлено Молдавии.
В конце 2010-х годов интерес Чехии к Молдавии снизился, что было связано со снижением интереса чешских властей к странам Восточного партнёрства в целом. Так, в 2017 году чешские президент и премьер-министр не посетили ни одной страны Восточного партнёрства, хотя премьер-министр Молдавии П. Филип побывал в Праге в мае 2017 года с официальным визитов. В 2017 году в Чехии была утверждена новая стратегия зарубежного сотрудничества в области развития на период 2018—2030 годов, в которой Молдавия сохранила статус приоритетного партнёра, но основной акцент был сделан на некапиталоёмкие проекты в сфере социальных служб, экологии, сельского хозяйства и инфраструктуры. В 2018 году министры иностранных дел Чехии и Молдавии — Т. Петричек и Т. Ульяновский провели переговоры во время встречи Совета министров ОБСЕ в Милане. В 2021 году с официальным визитом Молдавию посетил министр иностранных дел Чехии Я. Кульганек.

## Экономические отношения
В 1990-е годы объём молдавско-чешской торговли был незначителен. В 2003—2008 годах объём чешского экспорта вырос с 14 до 52 млн долларов, молдавского — с 2 до 23 млн долларов. После Соглашения об ассоциации между Молдавией и ЕС товарооборот между двумя странами существенно вырос: в 2017—2020 годах его объём увеличился в два раза, превысив 200 млн долларов.